# USS O'Bannon (DD-450)
Pour les autres navires du même nom, voir USS O'Bannon.
L’USS O'Bannon (DD/DDE-450) est un destroyer de classe Fletcher au service de la marine américaine. Nommé ainsi en l'honneur du lieutenant Presley O'Bannon (1784-1850), du corps des Marines, le "héros de Derna", il est l'un des navires de la marine américaine les plus décorés de la Seconde Guerre mondiale avec 17 battle stars et une Presidential Unit Citation.

## Construction
Le O'Bannon a été mis en cale dans le chantier naval Bath Iron Works Corp. à Bath, dans le Maine, le 3 mars 1941. Il est lancé le 19 février 1942, parrainé par Mme E. F. Kennedy, descendante du Lieutenant O'Bannon. Le O'Bannon et son navire-jumeau le USS Nicholas (DD-449) ont été les deux premiers Fletcher à être lancés. Le O'Bannon a été mis en service à Boston le 26 juin 1942.

## Historique

### 1942
Le O'Bannon s'est brièvement entraîné à la guerre dans les Caraïbes et a quitté Boston le 29 août 1942 pour le Pacifique Sud-Ouest, où la longue et pénible campagne de Guadalcanal venait de commencer. Pendant plus d'un an, la Marine - qui devait faire face à ses engagements mondiaux à une époque où les nouveaux navires commençaient tout juste à rejoindre la flotte en nombre - devait se battre et se battre encore dans les îles Salomon dans l'une des campagnes les plus âprement disputées de l'histoire, arrachant le contrôle aérien et maritime aux Japonais et fournissant au Corps des Marines et à l'Armée tout le soutien possible alors qu'ils gagnaient du terrain centimètre par centimètre sur les innombrables îles. Affecté au 21e escadron de destroyers (Destroyer Squadron 21 - DesRon 21), le O'Bannon a joué un rôle courageux dans ces efforts, et a reçu une Presidential Unit Citation.
Basé à Nouméa, en Nouvelle-Calédonie, le O'Bannon a d'abord escorté le porte-avions d'escorte USS Copahee (CVE-12) dans sa course vers Guadalcanal, où le 9 octobre, vingt Marines ont fait décoller leurs Grumman F4F Wildcat des ponts du Copahee, dont on avait désespérément besoin comme renforts à Henderson Field assiégé. Pendant le reste du mois, le O'Bannon navigue dans les Nouvelles-Hébrides et dans le sud des îles Salomon en tant qu'escorteur. Le 7 novembre, à Nouméa, il a rejoint le groupe de soutien du contre-amiral Daniel J. Callaghan, prêt à partir avec un convoi transportant des renforts essentiels, des remplacements, des vivres, des munitions et du matériel d'aviation.
À l'approche de Guadalcanal, le O'Bannon a repéré et tiré sur un sous-marin ennemi en surface, le maintenant à flot pendant que le convoi passait en toute sécurité. Dans l'après-midi du 12 novembre, les transports partiellement déchargés ont été attaqués par seize bombardiers-torpilleurs ennemis ; onze ont été abattus. Le O'Bannon a tiré sur quatre des avions ennemis.
On apprend maintenant que les Japonais se déplacent en force vers le sud. Deux cuirassés, un croiseur léger et 14 destroyers devaient détruire Henderson Field par bombardement, briser la mission de renfort des Américains et couvrir leurs propres mouvements de renfort. Le O'Bannon et les autres navires de la force de soutien, deux croiseurs lourds, trois croiseurs légers et huit destroyers, affrontèrent l'ennemi largement supérieur au début du 13 novembre dans le détroit de Ironbottom (Ironbottom Sound, littéralement détroit au fond de ferraille), ainsi nommé en raison du nombre de navires des deux côtés coulés à cet endroit pendant la campagne de Guadalcanal. Le O'Bannon attaqua audacieusement le cuirassé japonais Hiei, s'approchant si près que le cuirassé ne put incliner sa batterie principale assez basse pour tirer sur le destroyer. Les tirs du O'Bannon, combinés aux attaques du reste de la force, ont tellement endommagé le Hiei qu'il est devenu une cible facile pour l'attaque aérienne, ce qui l'a forcé à se saborder le jour suivant.
Ce premier engagement de la bataille navale de Guadalcanal fut court mais furieux ; deux croiseurs légers américains, dans l'un desquels le contre-amiral Norman Scott perdit la vie, et quatre destroyers furent perdus, tandis que deux destroyers japonais furent coulés, et que le Hiei se prépara à sa perte. Mais surtout, les Japonais ont été repoussés et Henderson Field a été sauvé de la destruction. L'importance de ce succès est illustrée par le fait que le lendemain, les aviateurs d'Henderson Field ont coulé sept transports de troupes ennemis qui tentaient de renforcer l'île et ont renvoyé quatre autres transports qui ont été détruits peu après.
Tout au long du mois d'octobre 1942, le O'Bannon protégea les débarquements, effectua des escortes de Nouméa et d'Espiritu Santo vers Guadalcanal et Tulagi, participa aux bombardements de Guadalcanal, Munda et Kolombangara, et assuma sa part des patrouilles nocturnes dans "the Slot" (détroit de Nouvelle-Géorgie), pour se protéger des renforts japonais.

### 1943

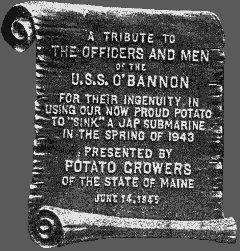
Plaque commémorant l'"incident des pommes de terre"

Une légende de la marine raconte qu'en avril, le O'Bannon a aperçu un sous-marin japonais en surface et a ouvert le feu. Le sous-marin s'est approché du destroyer suffisamment près pour que les canons du destroyer ne puissent l'atteindre. Plusieurs versions différentes de l'histoire disent que les marins du destroyer ont lancé des pommes de terre à l'équipage du sous-marin. Le commandant Donald MacDonald a seulement dit que le sous-marin était si près que le cuisinier du destroyer croyait qu'il pouvait lui lancer une pomme de terre. Bien que MacDonald ait affirmé à plusieurs reprises qu'aucune pomme de terre n'avait été lancée, l'histoire d'un destroyer américain coulant un sous-marin japonais avec des pommes de terre a été reprise par les médias et s'est si rapidement répandue dans les traditions de la marine que beaucoup y croient encore aujourd'hui. Une plaque commémorant l'incident a été exposée au Maine Maritime Museum jusque dans les années 1970, puis a disparu.
Le service de guerre était tendu et exigeait le meilleur des hommes et de leurs navires. Le temps passé au port était minime ; quelques heures pour faire le plein et se réapprovisionner, et les navires repartaient. Le O'Bannon a participé à de nombreuses actions de surface. La bataille du golfe de Kula (6 juillet), au cours de laquelle le O'Bannon a combattu avec trois croiseurs et trois autres destroyers contre dix destroyers japonais, a balayé l'ennemi de la zone, bien qu'un croiseur américain ait été perdu. Une semaine plus tard, la bataille de Kolombangara dut être menée dans les mêmes eaux contre un croiseur japonais, cinq destroyers et quatre escortes de destroyers. La même force américaine a coulé le croiseur japonais Jintsu et a repoussé les plus petits navires, perdant elle-même un destroyer et ayant trois croiseurs endommagés.

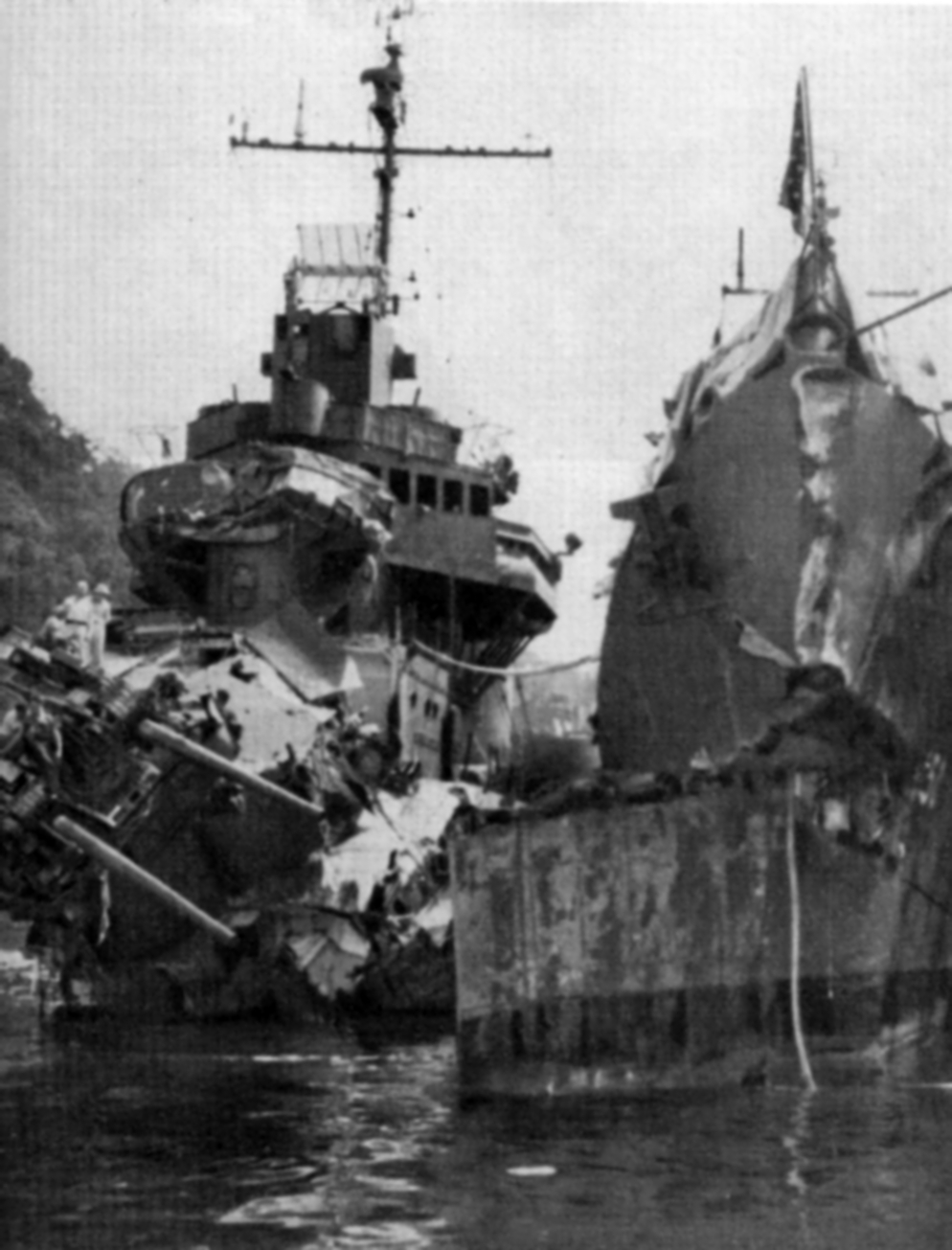
Le O'Bannon (à droite) et le après la bataille de Vella Lavella, 1943

Pendant les deux mois suivants, le O'Bannon passe la plupart de son temps dans le golfe de Vella, à surveiller les débarquements, à intercepter les convois de troupes japonaises et leurs escortes de couverture, et à repousser les attaques aériennes. Avec l'aide de ses destroyers jumeaux, il a coulé un certain nombre de barges, deux chasseurs de sous-marins (Cha-5 et Cha-12), un bateau armé et une canonnière lors de diverses patrouilles. Le point culminant des opérations dans la région fut la bataille de Vella Lavella le 6 octobre, provoquée par les tentatives des Japonais d'évacuer leurs troupes de cette île. Avec les destroyers USS Selfridge (DD-357) et USS Chevalier (DD-451), le O'Bannon a lancé la première attaque contre la force d'évacuation, un groupe de neuf ou dix destroyers et de plus petites embarcations armées. Les trois navires américains entrent en contact avec six destroyers ennemis et foncent à 33 nœuds (61 km/h) pour lancer des torpilles et ouvrir le feu. Le destroyer japonais Yūgumo est transformé en une coque flamboyante, mais le Selfridge et le Chevalier sont touchés par les torpilles. Le O'Bannon se trouvait à proximité de la poupe du Chevalier lorsque ce dernier fut touché, et les manœuvres les plus radicales ne purent l'empêcher de s'enfoncer dans le flanc de son navire-jumeau. L'ennemi s'est retiré avec trois destroyers américains nouvellement arrivés à sa poursuite, tandis que le O'Bannon gardait ses navires-jumeaux touchés, sauvant les survivants du Chevalier.

### 1944
Le O'Bannon a effectué des réparations de combat à Tulagi, puis a navigué vers la côte ouest pour une révision. Le 18 mars 1944, il était de retour dans les îles Salomon, prêt à participer à la série d'assauts amphibies vers l'ouest qui ont permis de gagner la Nouvelle-Guinée. Là encore, il s'agit d'escorte et de bombardement à répétition jusqu'au 18 octobre, lorsque le O'Bannon libère Hollandia pour escorter des renforts en vue de l'invasion de Leyte. Le convoi fut ramené sain et sauf le 24 octobre, la veille de la bataille du golfe de Leyte. Le O'Bannon a gardé la zone de transport du Nord et a patrouillé les entrées du golfe de Leyte pendant la bataille, subissant des attaques aériennes. Ainsi, il a joué son rôle dans la destruction définitive de la marine japonaise.

### 1945
Jusqu'en juin 1945, le O'Bannon opère principalement aux Philippines, servant dans l'escorte ou la force d'assaut pour la longue liste d'invasions : Baie d'Ormoc, Mindoro, Golfe de Lingayen, Bataan, Corregidor, Palawan, Zamboanga, Cebu et Caraboa. Les attaques aériennes sont fréquentes au début de la période, et le O'Bannon écrase plusieurs raiders. Au cours de l'offensive de Lingayen le 31 janvier 1945, le O'Bannon, avec trois autres destroyers, a attaqué et coulé un sous-marin ennemi; les archives japonaises étudiées après la guerre indiquent qu'il s'agissait très probablement du Ro-115. À la fin du mois d'avril et au début du mois de mai, le O'Bannon a interrompu ses opérations aux Philippines afin de fournir un appui-feu à Tarakan, à Bornéo, et de couvrir les opérations de dragage de mines à cet endroit.
Le O'Bannon a pris rendez-vous avec un groupe de porte-avions d'escorte au large d'Okinawa le 17 juin et les a gardés alors qu'ils frappaient contre Sakishima Gunto. En juillet, il protégea les gros porteurs alors qu'ils effectuaient des frappes sur le nord de Honshū et Hokkaidō. Avec la fin de la guerre, le O'Bannon patrouille la côte de Honshū jusqu'au 27 août, lorsqu'il rejoint les destroyers Nicholas et USS Taylor (DD-468) pour escorter le cuirassé USS Missouri (BB-63) dans la baie de Tokyo, par ordre de l'amiral William Halsey, "en raison de leur valeureux combat sur la longue route du Pacifique Sud jusqu'à la toute fin." Là, il a patrouillé jusqu'au 1er septembre. Il a ensuite navigué vers San Francisco et San Diego, où il a été désarmé après révision le 21 mai 1946.

### 1949-1962

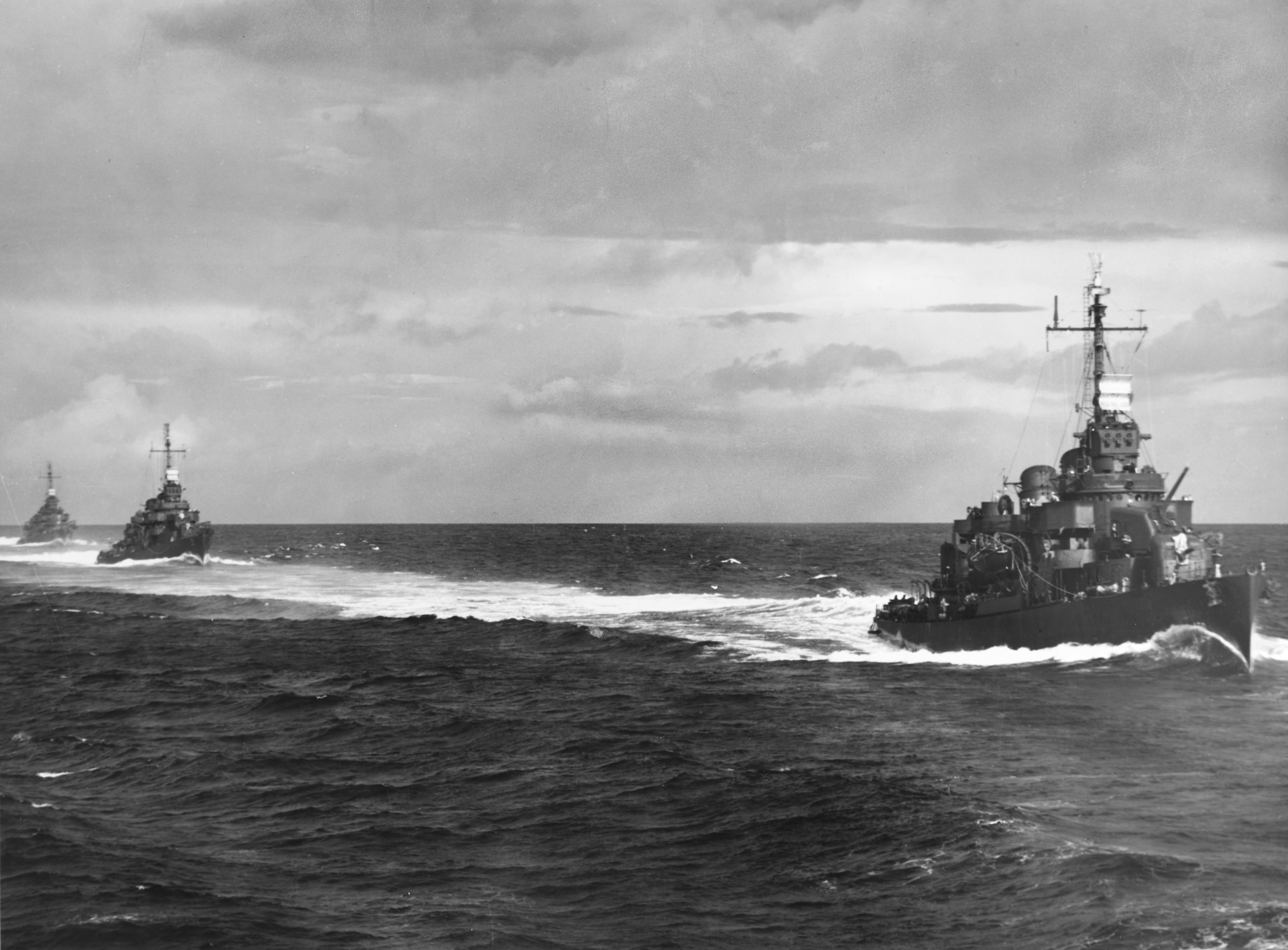
Le O'Bannon à la tête du et du, août 1943

Entre le 17 janvier 1949 et le 10 février 1950, le O'Bannon est transformé en destroyer d'escorte au chantier naval de Long Beach (en anglais : Long Beach Naval Shipyard). Il est rebaptisé DDE-450 le 26 mars 1949.
Le O'Bannon a été remis en service le 19 février 1951 pour servir à partir de Pearl Harbor. Il a pris la mer pour son premier tour de service avec les forces des Nations unies repoussant l'agression communiste en Corée le 19 novembre et, au cours des sept mois suivants, il a gardé des porte-avions en mer pendant que leurs groupes aériens frappaient des cibles en Corée; il a servi de navire-amiral pour le Wonsan Element, le groupe de blocus et d'escorte de la côte Est; il a tiré sur des emplacements de canons ennemis, des routes et des voies ferrées d'approvisionnement, des dépôts de munitions et des concentrations de troupes ; et il a protégé des convois se déplaçant entre la Corée et le Japon.
Une période d'entraînement hors de Pearl Harbor a commencé à son retour le 20 juin 1952, et il a participé aux opérations de la Commission américaine de l'énergie atomique (en anglais, United States Atomic Energy Commission, ou AEC) au large d'Eniwetok. Le O'Bannon quitte Pearl Harbor à la fin du mois d'avril 1953 pour l'Extrême-Orient, où sa mission principale consiste à protéger les transporteurs. Par la suite, il a participé à la patrouille de Taiwan et à des exercices au large du Japon et d'Okinawa.
Entre la guerre de Corée et la guerre du Vietnam, le O'Bannon a pris part au programme complexe qui garantissait aux États-Unis que leur 7e flotte était toujours composée de navires et d'hommes prêts à faire face à toute urgence. Pour le O'Bannon, cela signifiait une alternance de déploiements d'environ six mois en Extrême-Orient et de périodes consacrées aux opérations d'entraînement et aux révisions nécessaires à Pearl Harbor. En Extrême-Orient, le navire a visité des ports au Japon, aux Philippines, à Taiwan, en Australie et en Nouvelle-Zélande, avec de brèves escales de détente à Hong Kong. Il était souvent en Nouvelle-Zélande ou en Australie pour la commémoration annuelle de la bataille de la mer de Corail, une période de réjouissance nationale dans ces pays où les Américains sont particulièrement bien accueillis. Elle s'est entraînée aux opérations combinées avec les alliés de l'Organisation du traité de l'Asie du Sud-Est (Southeast Asia Treaty Organization - SEATO), s'est entraînée avec les Marines à Okinawa et a participé à des exercices de préparation à toute demande concevable qui pourrait être faite à la 7e flotte. Pendant qu'il était à Pearl Harbor, il a souvent participé à l'entraînement des réservistes en plus de son propre entraînement et, à plusieurs reprises, il a navigué pour des orbites spatiales et des tirs de missiles. Au cours de l'été et de l'automne 1962, il a participé à des essais atomiques sur l'île Johnston.

### 1964-1970
En 1964, le O'Bannon participe au film Première Victoire (en anglais : In Harm's Way, littéralement : La Voie difficile) réalisé par Otto Preminger en 1965. À 9 heures du film, alors que le personnage de Kirk Douglas accueille un nouveau transport, on aperçoit le O'Bannon en pleine lumière à l'arrière-plan. Son numéro de coque 450 est quelque peu masqué à l'avant tribord.
Le O'Bannon s'est approché pour la première fois des côtes du Vietnam au cours de son déploiement de 1964-1965, lorsque, le 26 décembre, il a quitté Hong Kong pour patrouiller et effectuer des relevés hydrographiques. La plus grande partie de son affectation en 1966 a été consacrée à la garde des avions du porte-avions USS Kitty Hawk (CVA-63), tandis que les avions à réaction du porte-avions frappaient des cibles au Sud et au Nord du Vietnam pour réduire la capacité des communistes à faire la guerre au Sud. Pendant une semaine en mai et en juin, le O'Bannon a effectué des bombardements côtiers, détruisant des camps de base du Vietcong, des concentrations de troupes et de petites embarcations.
Le destroyer vétéran est retourné à Pearl Harbor via Yokosuka le 30 juillet. Au cours des opérations hors du port d'attache, il s'est entraîné pour les opérations de récupération des vaisseaux spatiaux Apollo en août et a fait partie de la force de récupération d'urgence pour le vol spatial Gemini 11 au début de septembre. Il a visité Guam au printemps 1967 et est rentré au début de juillet pour se préparer à un autre déploiement en Extrême-Orient.

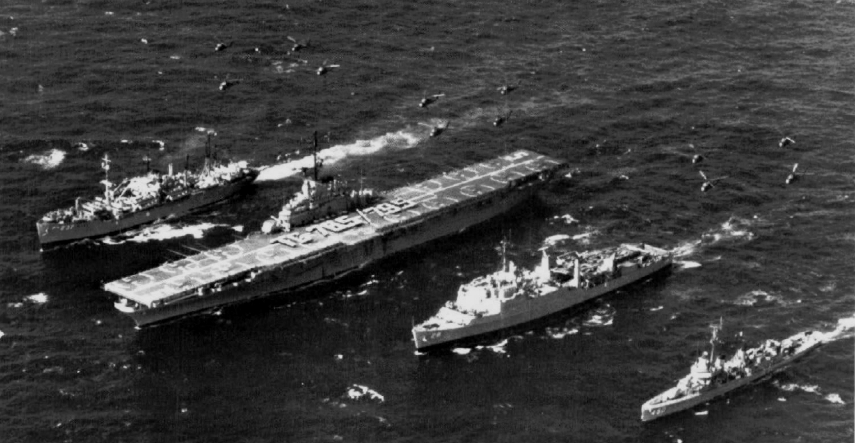
Le O'Bannon (à droite) faisant partie du TG 76.5 au large du Vietnam en mars 1965

Le O'Bannon a fait route vers le Japon le 28 septembre et a atteint Yokosuka le 7 octobre et Subic Bay le 15. Il est retourné dans la zone de guerre avec le porte-avions USS Constellation (CV-64) et a servi de garde aérien à Yankee Station jusqu'au 4 novembre. Après un répit de quinze jours à Subic Bay et à Hong Kong, le O'Bannon s'est rendu à Da Nang pour des bombardements côtiers. Il s'est rendu à Taïwan au début du mois de décembre, mais est retourné au combat le 15 décembre pour fournir un appui de tir juste au sud de la zone démilitarisée (en anglais: demilitarized zone ou DMZ). Deux jours plus tard, il a aidé à sauver l'équipage d'un avion américain qui avait été touché au-dessus de la DMZ et avait réussi à s'écraser juste au large. Une batterie ennemie a bombardé le destroyer pendant l'opération mais n'a pas réussi à marquer. À la fin de l'année 1967, le O'Bannon était toujours sur la ligne de tir pour soutenir les forces terrestres alliées.
Le 30 janvier 1970, le O'Bannon est déclassé lors d'une cérémonie à Pearl Harbor (côte à côte avec son navire-jumeau Nicholas, comme lors de leur lancement) et rayé de la liste de la Marine. Il a été vendu à la casse le 6 juin 1970 et démoli deux ans plus tard.
Le O'Bannon a reçu la Presidential Unit Citation et 17 battle stars (étoiles de combat) pour son service pendant la Seconde Guerre mondiale, ce qui le place parmi les navires américains les plus décorés de la Seconde Guerre mondiale. Il a également reçu trois autres étoiles de combat pour son service pendant la guerre de Corée. Surnommé le "Lucky O", aucun membre de son équipage n'a reçu la Purple Heart.

## Citations
L'histoire de la guerre du Pacifique ne pourra jamais être écrite sans raconter l'histoire de l'U.S.S. O'Bannon. À maintes reprises, le O'Bannon et ses vaillants petits navires-jumeaux ont été appelés à repousser l'ennemi. Ils ne m'ont jamais déçu.
- Amiral William F. Halsey 

## Décorations
| Gold star · Gold star                                               |                                         |                           |
| Silver star · Silver star · Silver star · Bronze star · Bronze star |                                         |                           |
| Bronze star                                                         | Bronze star · Bronze star · Bronze star | Bronze star · Bronze star |
|                                                                     |                                         |                           |
| Bronze star · Bronze star                                           |                                         |                           |

| Combat Action Ribbon avec 2 stars                   | Presidential Unit Citation               | American Campaign Medal            |
| Asiatic-Pacific Campaign Medal avec 17 battle stars | World War II Victory Medal               | Navy Occupation Service Medal      |
| National Defense Service Medal avec 1 star          | Korean Service Medal avec 3 battle stars | Vietnam Service Medal avec 2 stars |
| Philippine Presidential Unit Citation               | Korean Presidential Unit Citation        | Croix de la Vaillance (Viêt Nam)   |
| Philippine Liberation Medal avec 2 stars            | United Nations Korea Medal               | Vietnam Campaign Medal             |

## Source
- (en) Cet article est partiellement ou en totalité issu de l’article de Wikipédia en anglais intitulé « USS O'Bannon (DD-450) » (voir la liste des auteurs).